# Sphegigaster anamudiensis
Sphegigaster anamudiensis is een vliesvleugelig insect uit de familie Pteromalidae. De wetenschappelijke naam is voor het eerst geldig gepubliceerd in 1997 door Sureshan & Narendran.